# Xyrichtys rajagopalani
 Xyrichtys rajagopalani és una espècie de peix de la família dels làbrids i de l'ordre dels cipriniformes que es troba al sud de l'Índia.